# Чаплыгин (город)
Чаплы́гин (до 1948 года Раненбу́рг) — город в Российской Федерации, административный центр Чаплыгинского района Липецкой области. Образует городское поселение город Чаплыгин.

## География
Расположен в северо-восточной части Липецкой области, недалеко от границы с Рязанской областью, при впадении рек Ягодная Ряса и Московая Ряса в реку Становую Рясу (правый приток  реки Воронеж, бассейн Дона), в 83 км от областного центра города Липецка.
Высота центра города над уровнем моря около 140 м.
Часовой пояс
Чаплыгин, как и вся Липецкая область, находится в часовой зоне МСК (московское время). Смещение применяемого времени относительно UTC составляет +3:00.
Климат
Климат умеренно континентальный, аналогичный рязанскому. Несмотря на то, что Чаплыгин находится на широте Берлина и Амстердама, зима здесь с устойчивым снежным покровом, средняя температура января в пределах −9…-10 °C. Лето тёплое, средняя температура июля примерно +20 °C. Осадков выпадает около 540 мм в год, максимум — в июле.
В 2008-2009 годах средняя зимняя температура воздуха в Чаплыгине составила 5 градусов мороза. Это на 3,5 градуса выше средних многолетних значений. Количество выпавших осадков за эти зимы было меньше нормы. Однако зимы 2009/2010 и 2010/2011 годов в Чаплыгине были холоднее нормы.

## История и этимология
Первое письменное упоминание об этих местах относится к 1638 году; тогда при создании Белгородской засечной черты на месте современного Чаплыгина было основано поселение под названием Усть Становы́х Ряс под Слободским Липягом, впоследствии — село Слободско́е. К концу XVII века в селе насчитывалось 100 дворов. В это время, в 1695 году, здесь на высоком берегу Ягодной Рясы был возведён небольшой деревянный путевой дворец, предназначенный для отдыха Петра I и его свиты при следовании из Москвы в Воронеж.
В 1702 году Пётр I заложил в Слободском небольшую крепость по голландскому образцу, которой дал название Ораниенбу́рг (нем. Oranienburg — «крепость Оранского»). Обстоятельства присвоения названия полностью отрицают возможность этимологии, связывающей ойконим с разведением апельсинов. Очевидно, здесь (как и в случае с названием Ораниенбаум — ныне город Ломоносов) имело место простое заимствование немецкого названия (город Ораниенбург близ Берлина), восходящего к наименованию Оранской династии (кумир Петра I Вильгельм III Оранский умер как раз в 1702 году). Название крепости постепенно распространилось и на село, причём в народном языке оно превратилось сначала в Ранинбу́рг, а затем Раненбу́рг.
В 1702 году село Слободское и крепость были подарены А. Д. Меншикову. Через 10 лет с подачи Меншикова неподалёку был основан мужской монастырь — Петропавловская пустынь. Голландец де Бруин рассказывает о посещении поместья Меншикова в феврале 1703 года следующее:

«Прибыли мы в 9 часов утра в имение князя Александра Даниловича Меншикова, отстоящее от поместья г-на Лефорта во ста десяти верстах. Помещичий дом Меншикова — громадное прекрасное строение, похожее на увеселительный дом, с красивым кабинетом наверху, в виде фонаря, покрытого отдельною кровлею, раскрашенною очень красиво всеми возможными цветами. В самом доме множество отличных и удобных комнат, довольно высоко расположенных над землею. Войти в него можно только через ворота крепостцы: и дом, и крепостца окружены одним и тем же земляным валом, или стеною, которая, впрочем, не занимает большого пространства. Есть здесь и довольно верков, или укрепленных мест, достаточно снабженных пушками; всё это местечко прикрыто с одной стороны горою, а с другой — болотом или озером. Так как у замка этого не было ещё имени, то его величество назвал его тут же Ораниенбургом. Селение князя Александра, лежащее подле замка, называется Слободка».
В 1737 году крепость Ораниенбург и село Слободское были переданы в казну и определены в Придворное конюшенное ведомство для устройства конных заводов. В 1744 году в Раненбурге отбывало ссылку Брауншвейгское семейство.
16 (27) сентября 1778 года по указу Екатерины II село Слободское получило статус уездного города с официальным названием Раненбург, который стал административным центром Раненбургского уезда новообразованного Рязанского наместничества (последнее 12 (23) декабря 1796 года указом Павла I «О новом разделении государства на губернии» преобразовано в Рязанскую губернию).
31 марта (11 апреля) 1781 года утверждён герб города: «В 1-й части щита, в золотом поле, часть герба Рязанского Наместничества… Во 2-й части, в серебряном поле, яблоннаго дерева ветви с плодами положены крестообразно, каковыми плодами сей город изобилует».

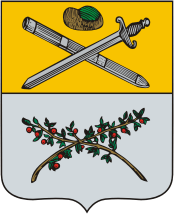
Герб Раненбурга (1781)

В 1806—1816 гг. был возведён пятиглавый соборный храм Михаила Архангела. Постепенно город превращался в крупный торговый центр, и во второй половине XIX века занял среди городов Рязанской губернии одно из видных мест по торговому обороту. Главным предметом торговли было зерно, а особенно славилась из-за своих вкусовых качеств раненбургская гречиха. В городе действовали табачная фабрика купца Оловникова, спичечная фабрика купца Калашникова, несколько мыловаренных заведений.
После земской реформы 1864 года были введены земства. В Раненбурге была создана Раненбургская уездная земская управа — исполнительный всесословный орган самоуправления. Раненбургская управа находилась в ведении Рязанской губернской земской управы.
В 1890 году через город прошла железнодорожная линия Волово — Богоявленск, на которой построили станцию Раненбург.
В 1897 году в Раненбурге насчитывалось 15 347 жителей; действовали 6 церквей, уездное училище, две приходских и церковно-приходская школы. Имелась земская больница. Облик города менялся, и к началу XX века уже 14 улиц были замощены, керосиновые фонари сменились электрическими, появились телефонная сеть и кинотеатр («кинематограф Синема»).
С началом в 1914 году Первой мировой войны развернулась кампания по борьбе со всем германским. Городская дума уездного Раненбурга решила заменить немецкое название на русский Петрослободск. Был сделан запрос в ученую архивную комиссию. 29 ноября 1914 года комиссия выступила против подобных действий. Её поддержал один из уважаемых людей в губернии А. В. Селиванов. В своей статье в местной газете «Рязанская жизнь» он яростно ратовал за сохранение названия Раненбург, данное городу самим Петром I при его основании. Городу было оставлено историческое название. В то же время Раненбургское земство открыло в Раненбурге 50 коек для лечения больных и раненых солдат, на что ассигновало около 15 тыс. руб., а также открыло приём пожертвований от частных лиц в пользу раненых и их семействам.
События 1917 года прервали спокойную и благополучную жизнь растущего города. После Февральской революции и падения монархии в марте-апреле 1917 года в Раненбургском уезде крестьянами было разгромлено около 50 усадеб. После Октябрьской революции 12 (25) ноября 1917 года состоялись выборы в Учредительное собрание. В Раненбургском уезде большее количество голосов набрали эсеры — 70,7 %. В января 1918 года после разгона Учредительного Собрания развернулась гражданская война.
28 января (10 февраля) 1918 года на I учредительном съезде Советов в Раненбурге была провозглашена советская власть.
27 августа 1919 года Раненбург был взят конницей 4-го Донского корпуса генерал-лейтенанта К. К. Мамонтова, которая в городе, впрочем, не задержалась.
30 июля 1928 года Раненбургский уезд был упразднён, а на его территории (без Александро-Невской волости, отошедшей к Ряжскому уезду), переданной из Рязанской губернии в состав только что сформированной Центрально-Чернозёмной области, образован Раненбургский район (до 23 июля 1930 года, когда деление Центрально-Чернозёмной области на округа было отменено, район входил в состав Козловского округа). После разукрупнения Центрально-Чернозёмной области 13 июня 1934 года Раненбург и Раненбургский район вошли в состав Воронежской области. 26 сентября 1937 года они были включены во вновь образованную Рязанскую область.
В 1932 году на территории табачной фабрики Оловникова был создан чугунолитейный завод. На базе кустарных артелей возникли объединения «Работница» и «Красный Октябрь», выпускавшие продукцию для населения.
2 октября 1948 года город был переименован в Чаплыгин — в честь уроженца Раненбурга академика С. А. Чаплыгина (1869—1942), русского и советского механика и математика, одного из основоположников современной аэромеханики и газовой динамики.
После образования 6 января 1954 года Липецкой области Чаплыгин и Чаплыгинский район были включены в её состав.
С 1 февраля 1963 по 11 января 1965 года город Чаплыгин был городом областного подчинения.
В 1972 году в Чаплыгине построили мост через Становую Рясу.
28 октября 2005 года Совет депутатов города Чаплыгина своим решением утвердил новый городской герб, по сути, отказавшись от исторического герба уездного Раненбурга.
Вопрос о возвращении городу названия Раненбург был вынесен на городской референдум 8 октября 2006 года, однако поддержки большинства горожан тогда не получил. 

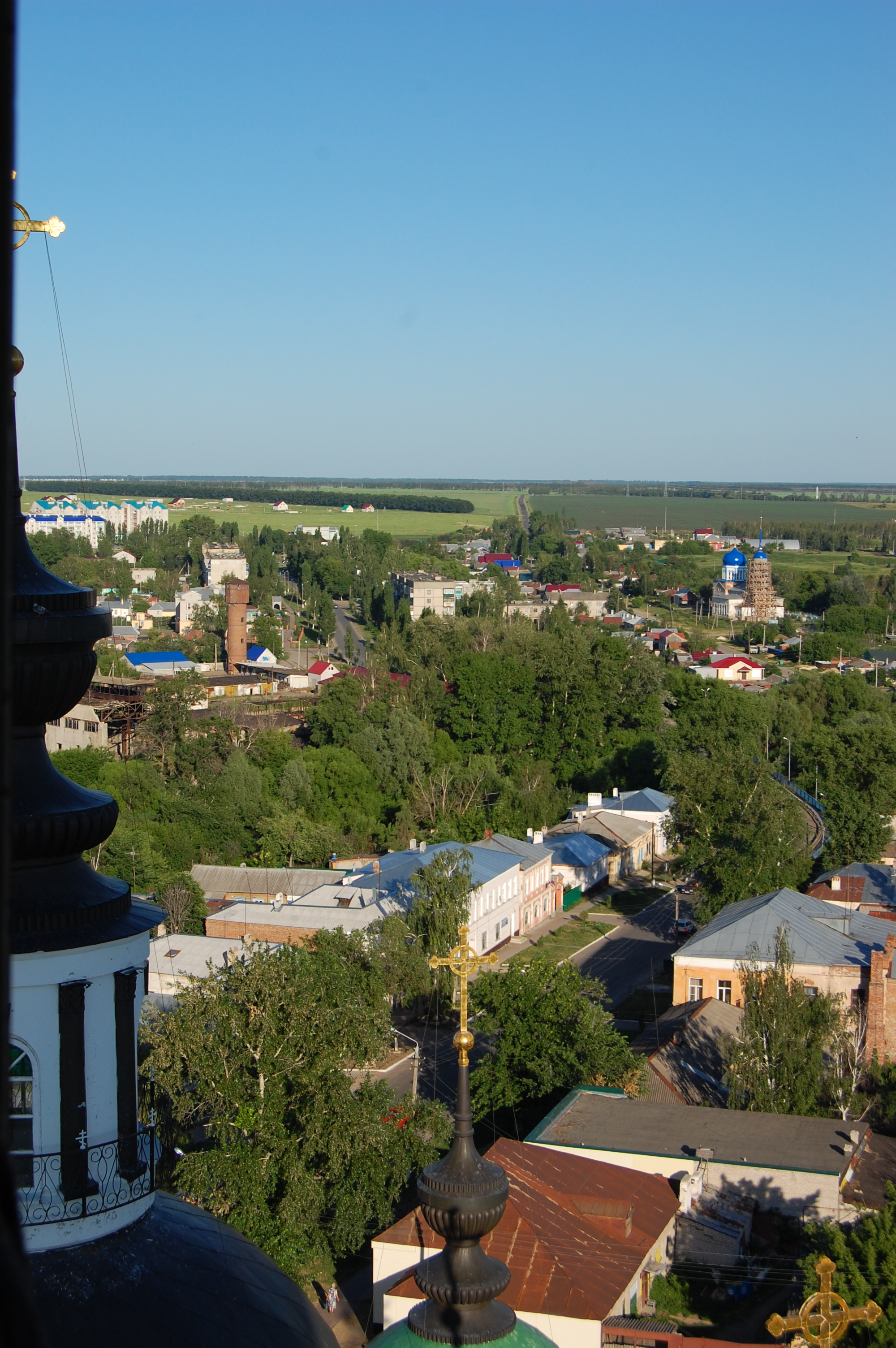
Вид с колокольни Троицкого собора на ул. Советская и район Заречья, 2011 год

## Население
| 1856    | 1897    | 1913    | 1926    | 1931    | 1939    | 1959    | 1970    | 1979    | 1989    | 1992    | 1996    |
| ------- | ------- | ------- | ------- | ------- | ------- | ------- | ------- | ------- | ------- | ------- | ------- |
| 6400    | ↗15 300 | ↗16 100 | ↘9600   | ↘7800   | ↘6068   | ↗10 713 | ↗13 671 | ↘13 407 | ↗14 343 | ↘14 300 | →14 300 |
| 1998    | 2000    | 2001    | 2002    | 2003    | 2005    | 2006    | 2007    | 2008    | 2009    | 2010    | 2011    |
| →14 300 | ↘14 200 | ↘14 100 | ↘13 656 | ↗13 700 | ↘13 400 | ↘13 200 | →13 200 | →13 200 | ↘13 142 | ↘12 656 | ↘12 620 |
| 2012    | 2013    | 2014    | 2015    | 2016    | 2017    | 2018    | 2019    | 2020    | 2021    |         |         |
| ↘12 373 | ↘12 271 | ↘12 124 | ↘12 083 | ↘11 940 | ↗11 948 | ↘11 802 | ↘11 795 | ↘11 773 | ↘11 579 |         |         |

На 1 января 2025 года по численности населения город находился на 872-м месте из 1124 городов Российской Федерации.
Национальный состав
По итогам переписи населения 2020 года проживали следующие национальности (национальности менее 0,1 % и другое, см. в сноске к строке «Другие»):
| Национальность | Численность, чел. | Доля     |
| -------------- | ----------------- | -------- |
| Русские        | 10 835            | 93,57 %  |
| Армяне         | 45                | 0,39 %   |
| Азербайджанцы  | 28                | 0,24 %   |
| Украинцы       | 18                | 0,16 %   |
| Другие         | 653               | 5,64 %   |
| Итого          | 11 579            | 100,00 % |

## Экономика
Промышленность
Основную долю занимает пищевая промышленность, она представлена такими предприятиями, как ООО «Чаплыгинмолоко», ПАО «Чаплыгинский крахмальный завод», ООО «Хлебокомбинат».
В 2006 году администрацией Липецкой области, которой тогда руководил О. П. Королев, в Чаплыгине на площади 430 га была создана особая экономическая зона «Чаплыгинская». Она была заявлена как зона регионального уровня промышленно-производственного типа. В дальнейшем её стали заполнять резиденты. На её территории работают завод водозапорной арматуры австрийской компании Hawle, завод немецкого производителя машин Ropa, завод по производству крепёжных изделий индивидуального предпринимателя Игоря Тарасова, завод по сборке и ремонту немецкой сельскохозяйственной техники компании Horsh, завод по производству систем капельного орошения АО «Новый век агротехнологий». В 2014-2015 годах планировалось строительство китайского промышленного производственного кластера «Востокпром».
Финансовая сфера
В городе работают филиалы нескольких банков: Сбербанк, Совкомбанк.
Туризм
Работают несколько гостиниц: «Старый РаненбургЪ», «Центральная», мини-отель «Базилик», мини-отель «Наш», гостевой дом «На Гаях».

## Транспорт
Автомобильный транспорт

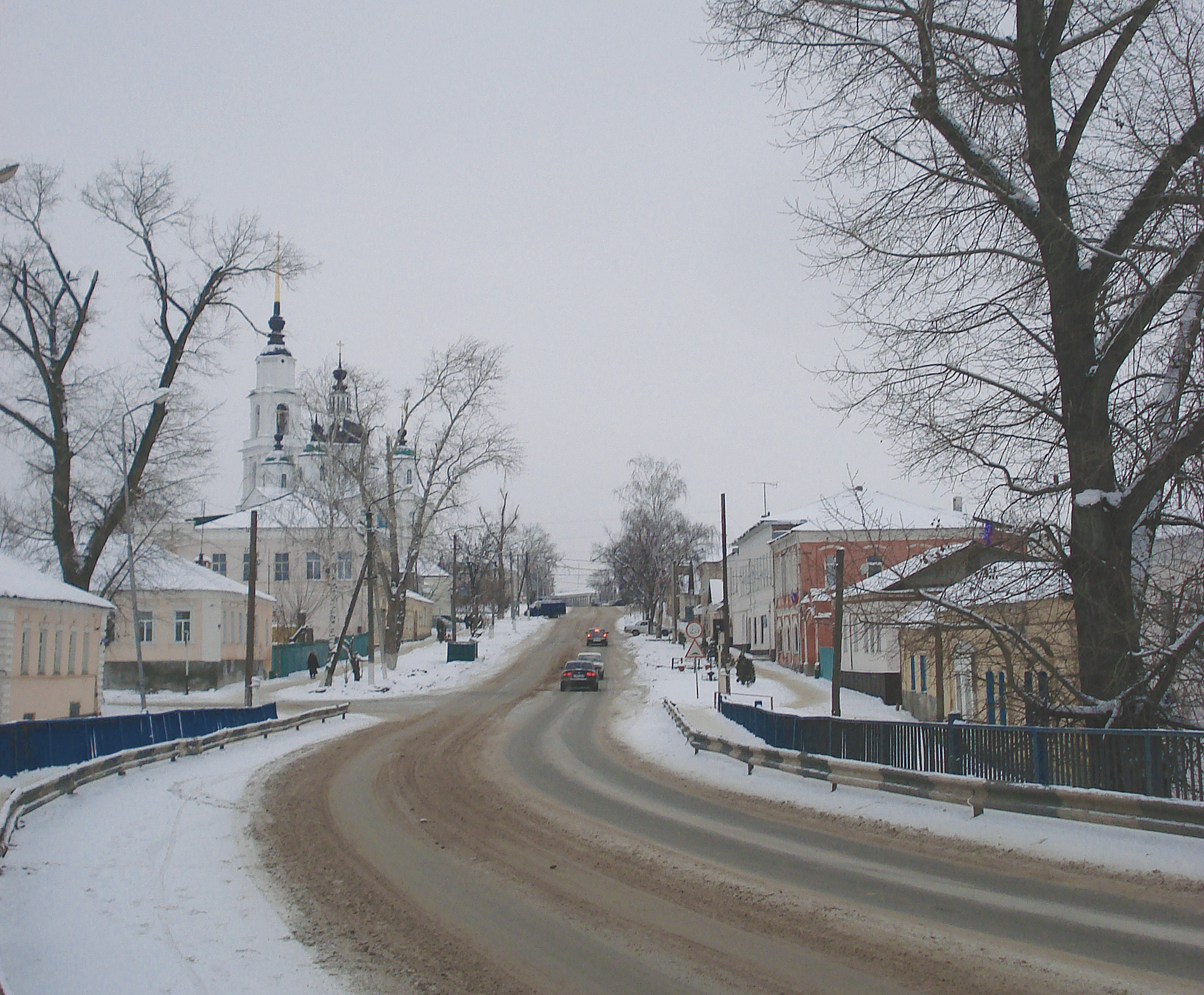
Советская улица

Чаплыгин называют «северными воротами» Липецкой области. В 20 км на северо-восток от города проходит федеральная автодорога Р22 «Каспий», соединённая с городом подъездом. На северо-западе региональная автодорога связывает город с посёлком городского типа Милославское Рязанской области. На западе региональная автодорога связывает с городами Данковым и  Ефремовым Тульской области, где находится выезд на федеральную автодорогу М4 «Дон». На юге Чаплыгинское шоссе протяжённостью 77 км, связывает город с Липецком. 
Рядом с железнодорожной станцией Раненбург на Вокзальной улице находится Чаплыгинская автостанция.
Городской транспорт представлен автобусами, а с лета 2012 года маршрутными такси. Работают службы такси.
Железнодорожный транспорт

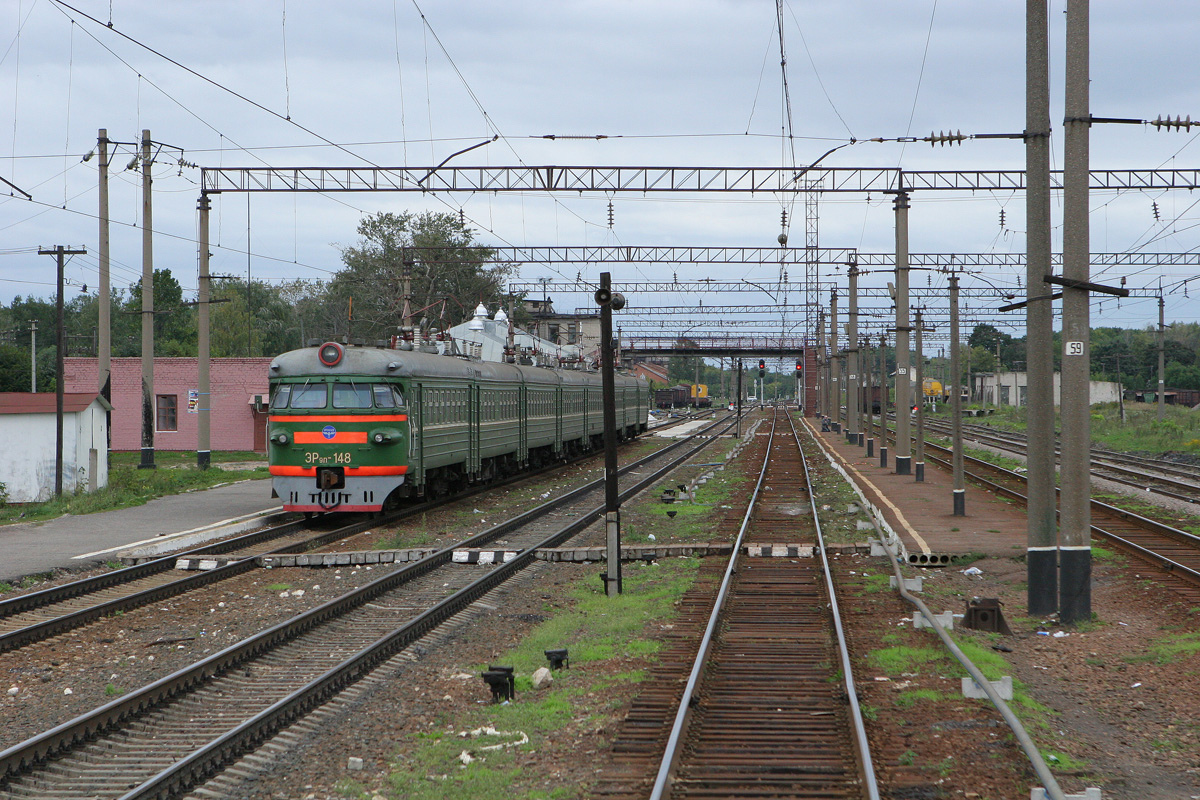
Пригородный электропоезд на станции Раненбург

Железнодорожная станция Раненбург — железнодорожный узел Юго-Восточной железной дороги, отсюда идут направления на Москву, Мичуринск и Елец. Расстояние от железнодорожной станции Раненбург до Павелецкого вокзала Москвы 335 км.

## Достопримечательности
Чаплыгинцы бережно относятся к историко-культурному наследию. Сохранность застройки XVIII—XIX веков достигает 60 %. На территории города находятся 52 памятника архитектуры, состоящие на государственной охране.
К достопримечательностям города и района относятся:
- Действующий Троицкий собор (1818 г.)
- Церковь Вознесения (конец XVIII в.)
- Никольская церковь (1858 г.)
- Успенская кладбищенская церковь (1831 г.) в стиле позднего классицизма
- Храм во имя Святителя Николая Чудотворца (1848—1855 гг.)
- Дворец А. Д. Меншикова
- Музей купечества
- Музей Славы
- Музей кукол

Помимо церковной архитектуры — здания мужской и женской гимназий, духовного училища, жилые купеческие дома. есть так называемый дом А. Д. Меншикова, сейчас в нём размещён районный краеведческий музей, красивый внешне, но являющийся стилизованным  новоделом. К сожалению, за прошедшее с той поры время старые здания той эпохи не были сохранены. Осталась лишь совсем небольшая часть  крепостной стены Ораниенбурга, которая в данный момент  медленно и окончательно разрушается на окраине городского парка, и часть древнего рва, находящегося неподалёку. 
В рамках празднования 375-летия города в Чаплыгине завершились работы по строительству одного из немногих на территории России конного памятника Петру I и А. Д. Меншикову.
В 2016 году на территории городского парка был открыт памятник императору Ивану VI, который в 1744 году находился в заключении на территории крепости Ораниенбург.

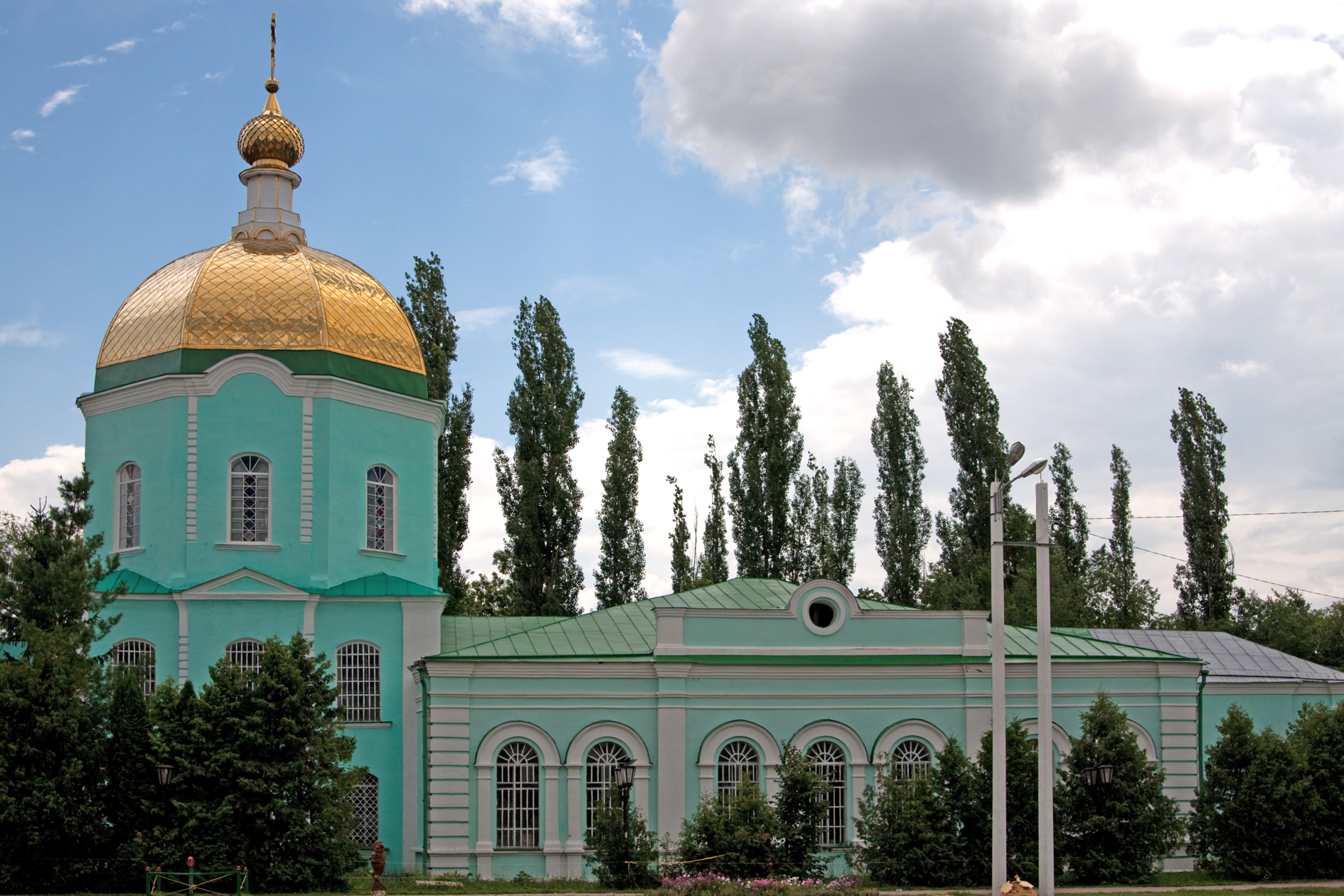
Вознесенская церковь (1794[47])
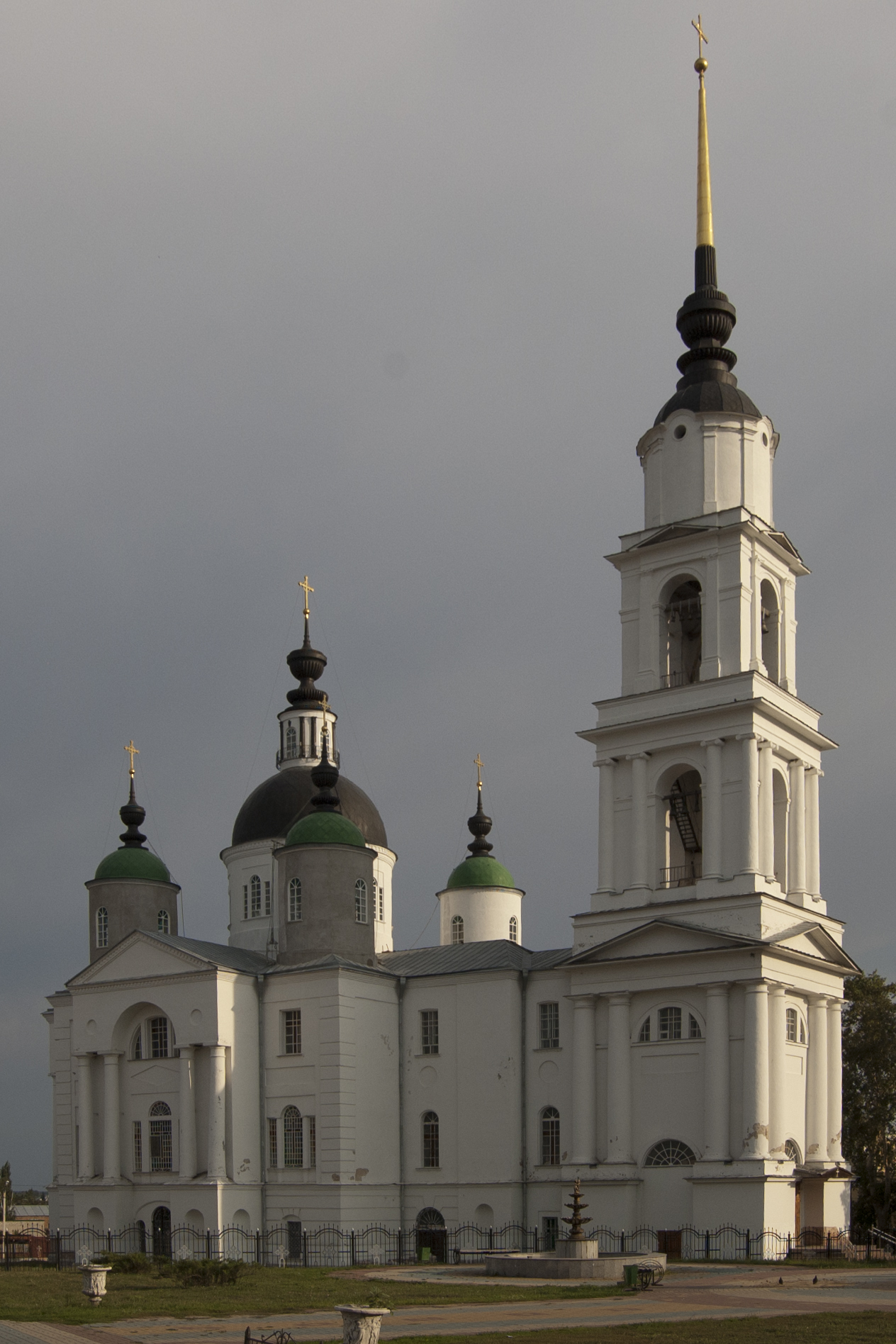
Троицкий собор (1818[48])
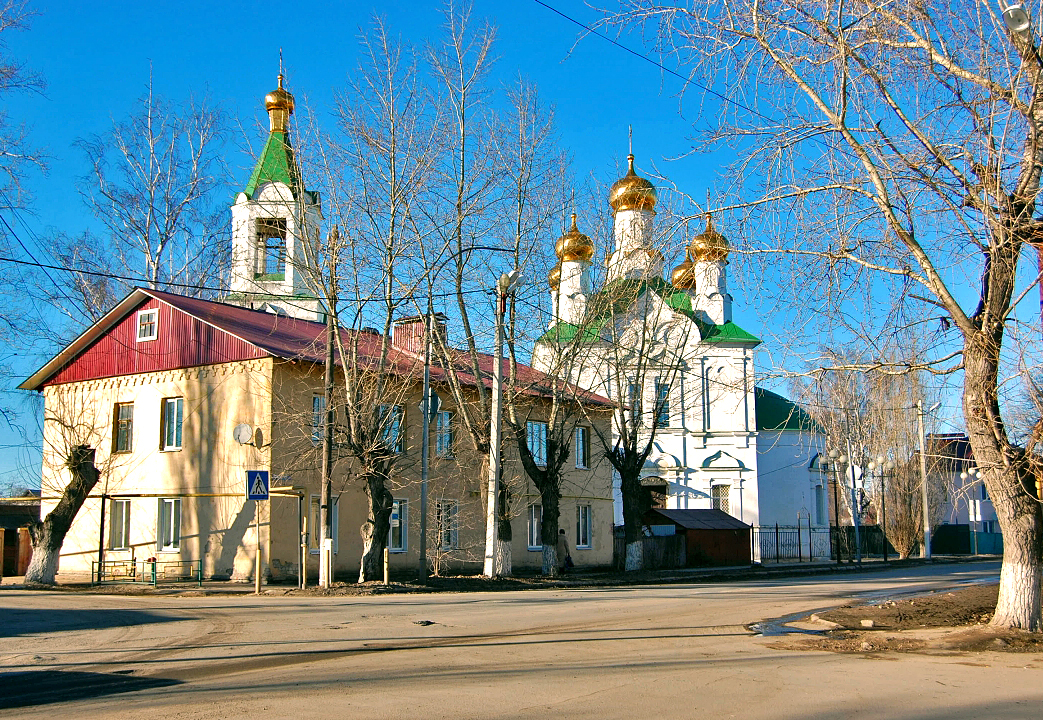
Церковь Николая Чудотворца (1855)
Бывший усадебный дом (XIX в.)
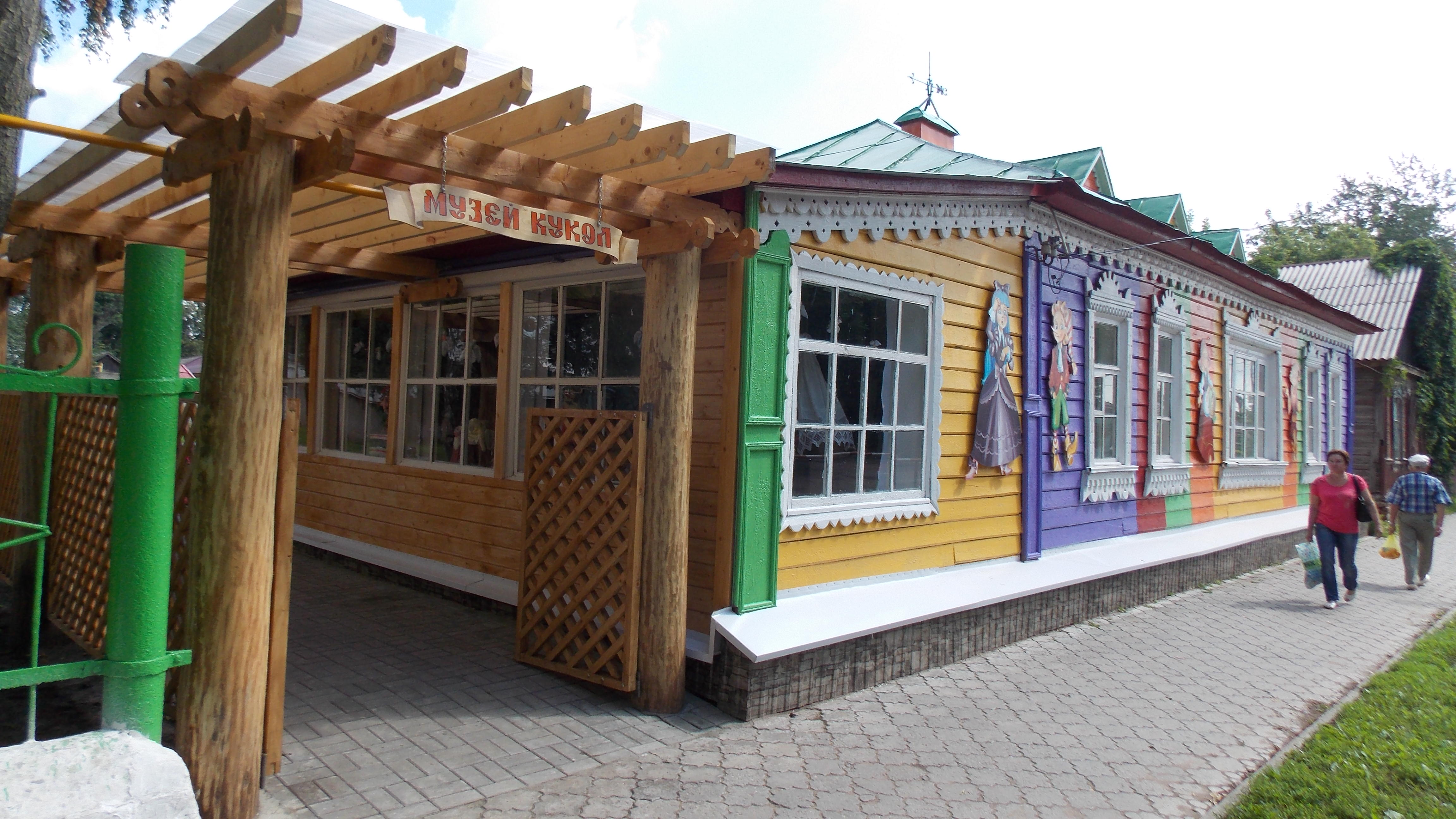
Музей кукол в г. Чаплыгин

## Известные жители
Незрячий чаплыгинец Николай Орлов в 2008 году покорил Эльбрус — первым в истории СССР и России. За период с 27 июля по 23 августа 2010 года он покорил также пик Ленина (7134 м), вторую по величине вершину Памира.